# サンタクロース

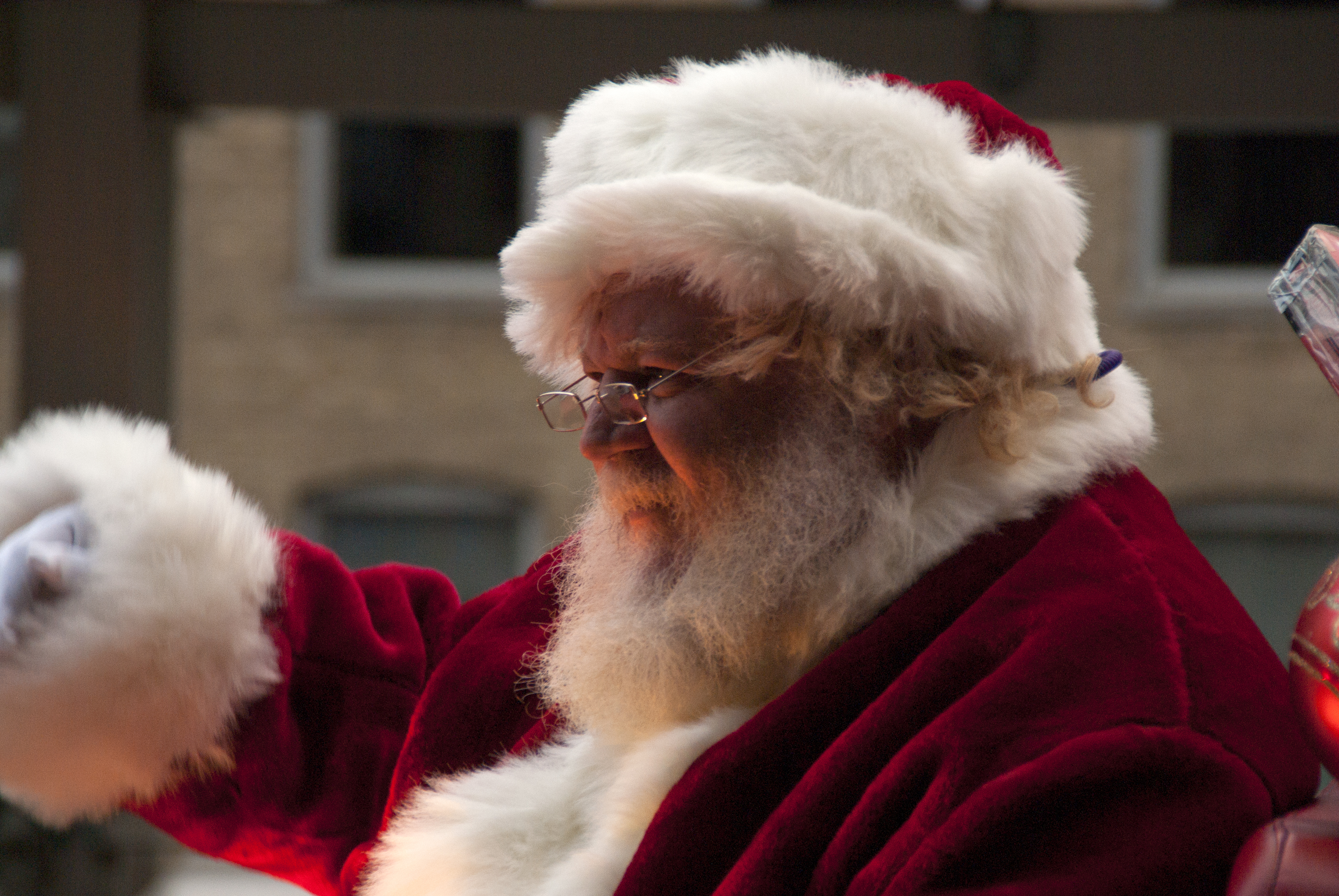
サンタクロース

サンタクロース（英: Santa Claus）は、伝説上の人物で、赤い服を着て白い髯をはやした老人の姿で知られる。トナカイのひく空飛ぶそりに乗り、クリスマス・イヴに子供たちにプレゼントを配って回るとされるが、時代や地域によりサンタクロース像は異なる。子供が贈りものをもらうときは靴下をつるすという習慣がある。

## 由来

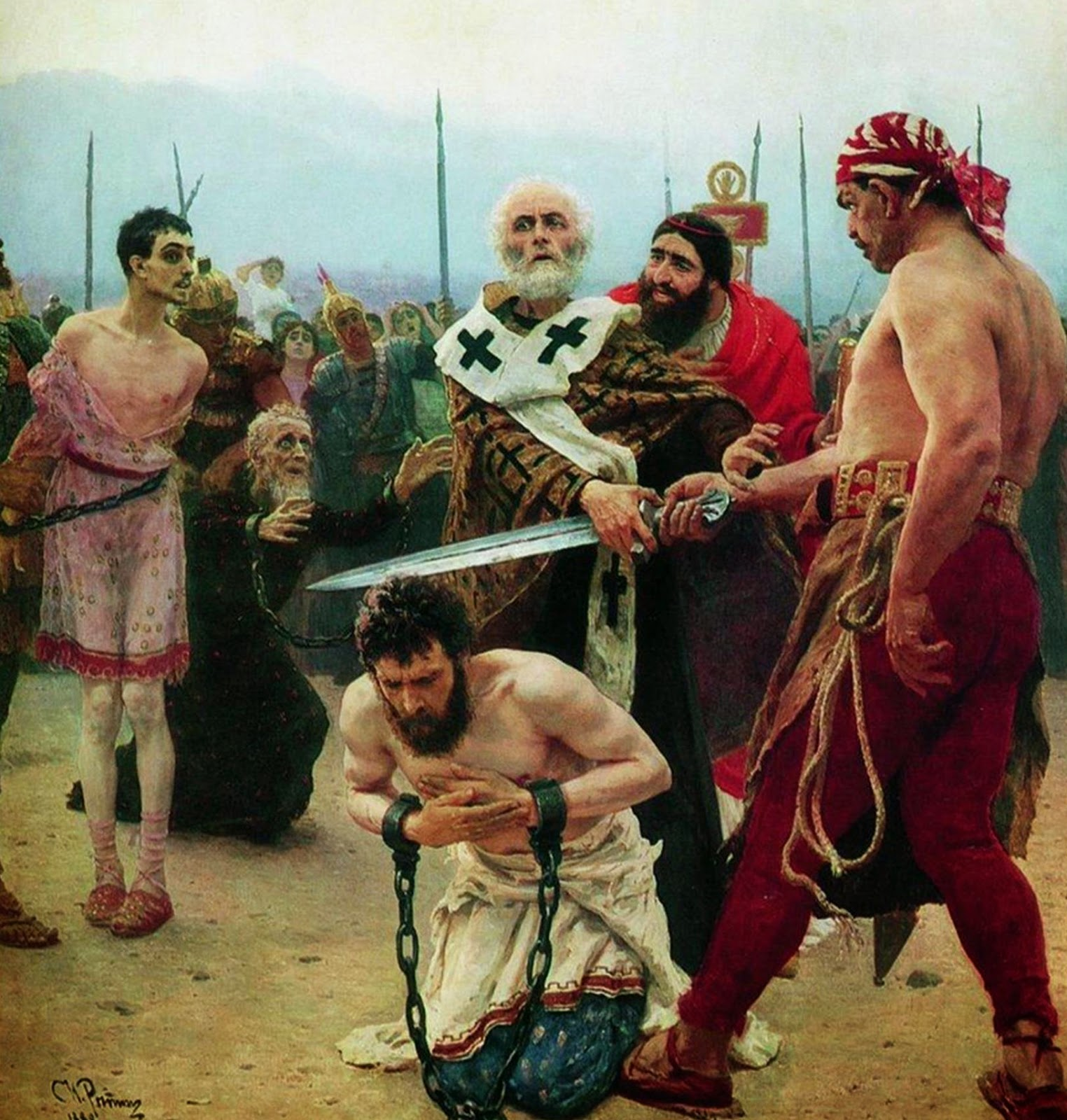
『ミラの聖ニコライ、無実の三人を死刑から救う』（画：イリヤ・レーピン。主教の祭服を身につけた姿で描かれている）

サンタクロースのモデルはシンタクラースである。そのシンタクラースのモデルは「ミラのニコラオス」ではないかと言われている。

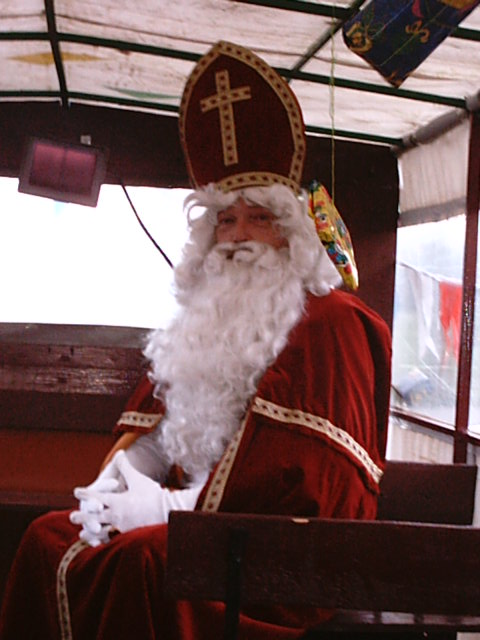
シンタクラース

4世紀頃の東ローマ帝国・小アジアのミラの司教（主教）、教父聖ニコラオス（ニコラウス）の伝説が起源である。「ニコラオス」の名はギリシア語表記。ラテン語ではニコラウス。イタリア語、スペイン語、フランス語ではサン・ニコラ。イタリア語ではニコラオとも。ロシア語ではニコライ。
以下のような伝説のほか、右に挙げる絵画のように無実の罪に問われた死刑囚を救った聖伝も伝えられている。
「ある時ニコラウスは、貧しさのあまり三人の娘を身売りしなければならなくなる家族の存在を知った。ニコラウスは真夜中にその家を訪れ、窓から金貨を投げ入れた。このとき暖炉には靴下が下げられていており、金貨はその靴下の中に入ったという。この金貨のおかげで家族は娘の身売りを避けられた」という逸話が残されている。この逸話が由来となり、「夜中に家に入って、靴下の中にプレゼントを入れる」という、今日におけるサンタクロースの伝承が生まれている。また、ニコラウスの遺骸はイタリア南部の都市であるバーリに移されたとも言われている。(諸説あり)
煙突から入ることになったのは1822年にアメリカの学者クレメント・クラーク・ムーアがフィンランドの言い伝えを伝承した「聖ニクラウスの訪（おとな）い」（英語）という詩「キラ星のなか、屋根から降るのは／小さい蹄の立てる爪音／引っこめ振り向いて見ると／聖なるニコラウス煙突からどすん」を書いたからと考えられる。
また、ニコラオスは学問の守護聖人として崇められており、アリウス異端と戦った偉大な教父でもあった。教会では聖人として列聖されているため、「聖（セント）ニコラオス」という呼称が使われる。これをオランダ語にすると「シンタクラース」である。オランダでは14世紀頃から聖ニコラウスの命日の12月6日を「シンタクラース祭」として祝う慣習があった。その後、17世紀アメリカに植民したオランダ人が「サンタクロース」と伝え、サンタクロースの語源になったようだ。
正教会系の国では、サンタクロースは厳密に「奇蹟者」の称号をもつ聖人たる聖ニコラオス（聖ニコライ）であり、聖ニコラオスの祭日は12月6日である（聖名祝日の項目を参照）。子供たちがこの日に枕元に靴下を吊るしておくと、翌朝に入っているのはお菓子である。尚、クリスマスである12月25日は聖体礼儀に行く日で、プレゼントはない。
ユリウス暦を採用している正教会（エルサレム総主教庁、ロシア正教会など）の聖ニコラオスの祭日は12月19日であり、主の降誕祭（クリスマス）は、現行の暦に換算すると1月7日である（2008年現在、ユリウス暦とグレゴリオ暦の間には13日の差があるため）。ロシアでは1月7日にジェド・マロース（Дед мороз, マロース爺さん：マロースとはロシア語で「吹雪」「寒波」という意味）と孫のスネグーラチカ（Снегурочка, 雪娘）がプレゼントを運んでくる。

なおニコラオスは、商人の守護聖人でもある。

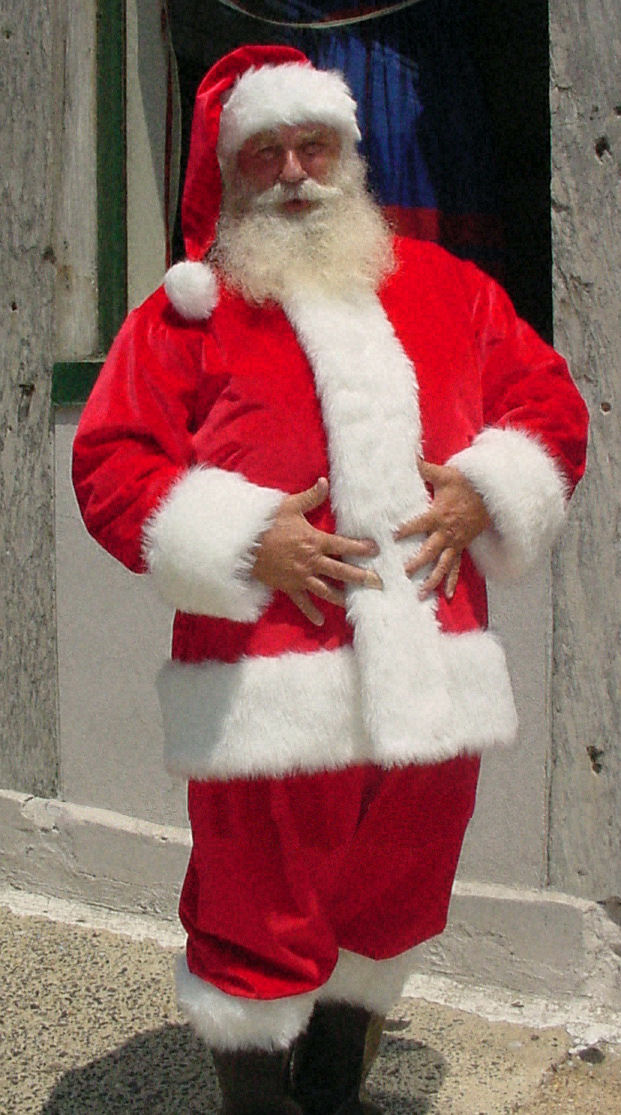
サンタクロース

「どうしてサンタクロースは空を飛べるのか？」という問いについて、ニコラオスが風の制御を行うことができるという伝説とサンタクロースの空飛ぶ乗り物に関する考察から、「サンタクロースは、西ヨーロッパの神話の中にその深遠なルーツを持っている。そのルーツは幾分か忘れ去られてはいるが、その痕跡は我々の想像世界（イマジネール）の分枝の中に生き長らえているのである」（ニコラ・シュナデル）とする論考がある。

## 特徴

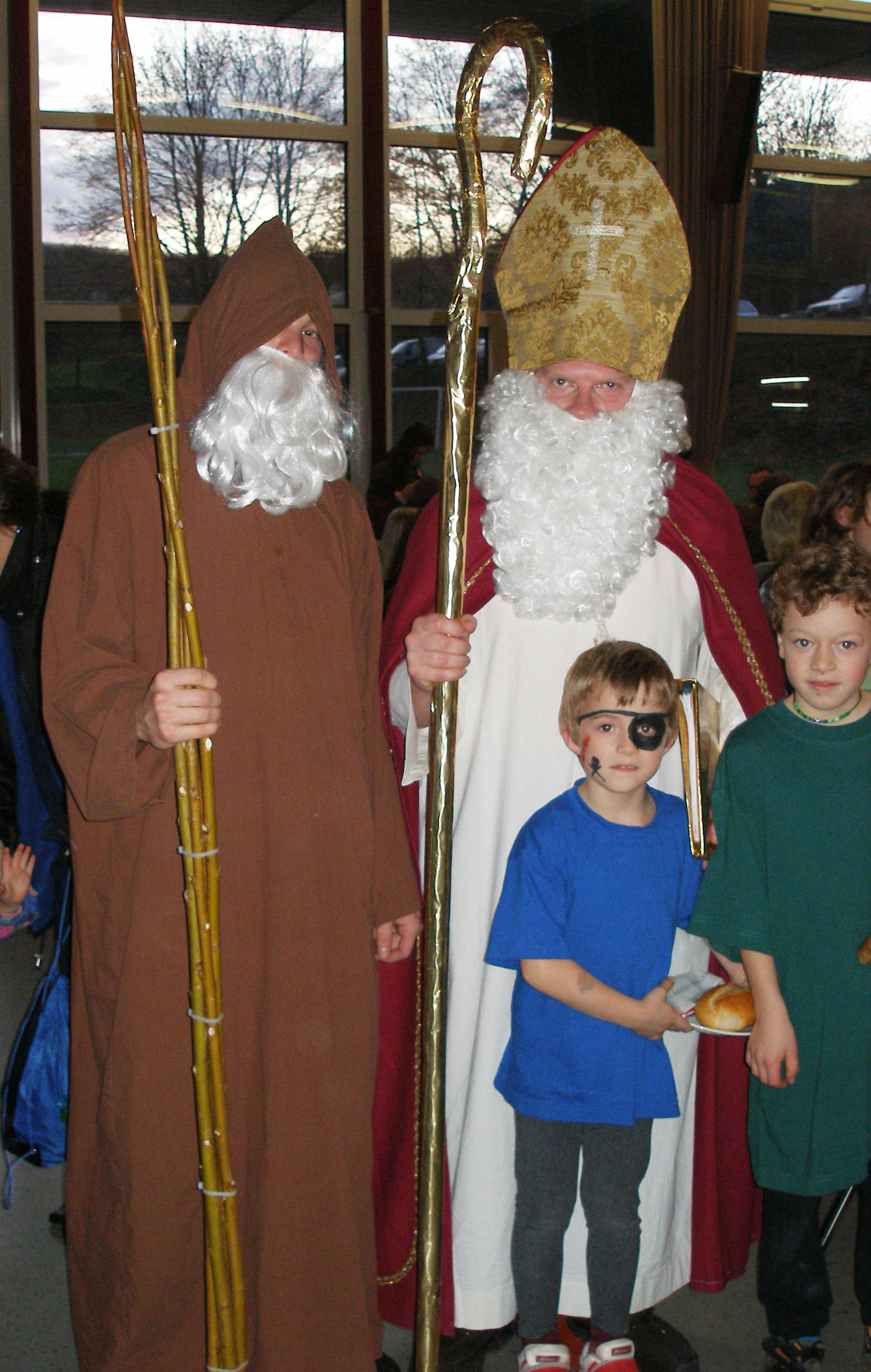
ドイツの聖ニコラウス（右）。左の茶色の服は悪い子を懲らしめるクネヒト・ループレヒト

常に笑顔の、白のトリミングのある赤い服・赤いナイトキャップ姿で白ヒゲを生やした太りぎみの老人の男。白い大きな袋にクリスマスプレゼントを入れて肩に担いでいる。19世紀の初出では一頭立てのトナカイがそりを引く姿が描かれていたが、やがて八頭立てとなり、家々の子供たちが寝ている間にプレゼントを配る現在のイメージに至っている。
欧米諸国などのサンタクロースは「Ho Ho Ho」（ふぉっ、ほっほっ）と特徴的な笑い声をあげる事がある。伝統文化として定着している面もあり、カナダではサンタクロース宛専用の郵便番号「H0H0H0」がある（同国の郵便番号の書式は"A1B2C3"のようなアルファベットと数字の組み合わせであり、アルファベットの"O"（オー）の代わりに数字の"0"（ゼロ）を使用している）。
ドイツの古い伝承では、サンタクロースは双子で、一人は紅白の衣装を着て良い子にプレゼントを配り、もう一人は黒と茶色の衣装を着て悪い子にお仕置きをする（クネヒト・ループレヒトを参照）。容姿・役割共に日本のなまはげに似ており、民俗学的にも年の瀬に来訪する年神としての役割の類似が指摘される。現在、ドイツでは聖ニコラウスは「シャープ」と「クランプス」と呼ばれる二人の怪人を連れて街を練り歩き、良い子にはプレゼントをくれるが、悪い子にはクランプス共に命じてお仕置きをさせる。
スペイン・イタリア・ポーランド・メキシコでは、顕現節という祝祭があり、伝統的にはこの日（1月6日）に子供たちはプレゼントをもらう。イタリアでは良い子にはプレゼントやお菓子、悪い子には炭を配って歩く魔女ベファーナの伝承がある。ハイチではトントン・ノエル（サンタクロース）と一緒にトントン・マクート（麻袋おじさん）が回り、悪い子はトントン・マクートが袋に入れてさらってゆくとされる。
ロシアのジェド・マロースは青い服を着ている。
アイスランドでは、サンタクロースに相当する妖精として13人のユールラッズがいる。「スプーンを舐めるサンタクロース」など13人に明確なキャラ付け、名前などの設定が決められているほか、母（グリーラ）、父（レッパルージ）、そしてペットのユール・キャットなどもいる。エーシャ山に五千年住んでおり、12月12日から毎日ひとりずつおりてきて、良い子にはお菓子、悪い子には生のジャガイモを靴のなかにいれていく。24日に勢揃いし、25日からひとりずつ山に戻る、という。。

### 年表

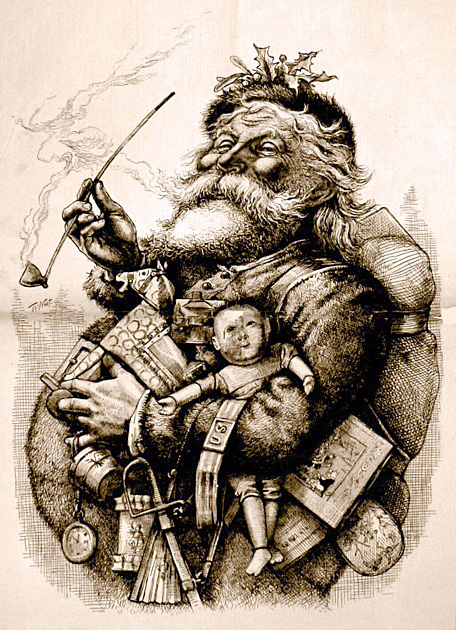
1881年にトーマス・ナストによって描かれたサンタクロース。ナストはクレメント・クラーク・ムーアの詩と共に、現代に通じるサンタクロースのイメージを生みだした。

- 1821年、『子供たちのお友達 (The children's friend)』（作者不詳）という絵本が出版され、この絵本の中で1頭のトナカイが引くソリに乗ったサンタクロース (santeclause) の姿が描かれた[10]。
- 1822年、ニューヨークの神学者クレメント・クラーク・ムーア（コロンビア大学教授）が病身の子供のために作ったと言われる詩「聖ニコラウスの訪問」の中で、8頭のトナカイに引かれたソリに乗るサンタクロースの姿が表現された[11]。ただし、この年代ならびに作者については異説がある。次項目参照。
- 1823年、アメリカ合衆国ニューヨーク州トロイの新聞「トロイ・センティネル」に「聖ニコラスの訪問（クリスマスのまえのばん）」という詩が神学者クレメント・クラーク・ムーアの友人の手によって、作者名を明らかにしない形で掲載された。これは長らくクレメント・クラーク・ムーア教授 (Clement C. Moore) によるものであると紹介されてきた。一方、2000年のニューヨーク・タイムスの報道により、ヘンリー・リヴィングストン・ジュニアが本当の作者ではないか、という説が提示された[12]。
- 1849年、アメリカ合衆国のコロンビア大学のクレメント・クラーク・ムーア教授名義で「クリスマスの前の晩」が出版され、その挿絵として赤い服を着たサンタクロース、がテオドア・C・ボイドによって描かれた。
- 1862年、週刊誌「ハーパーズ・ウィークリー」においてトーマス・ナストが「丸々太ってニコニコ顔」のサンタクロースを描いた。
- 1874年、日本では築地居留地にあった学校で開催されたクリスマス会にて、戸田忠厚扮する殿様姿のサンタクロースが登場した[13][14][15]。
- 1886年、トーマス・ナストはサンタクロースが北極で暮らしている姿を詳細に描いた。
- 1900年、一説によると、この年発行された子供向け教材の道徳教育の教科書により、日本の物語に初めてサンタクロースが登場。ただし名前は「北國の老爺 三太九郎」とされていた。小説の表紙には、アジア人っぽい顔で頭にはフードをかぶり革のバッグを掛け、手にはツリーを持ちロバがプレゼントを運んでいる。寒い北国に住む貧しい少年が、迷子の旅人を助け、病気の父の看病に精を出し、三太九郎からたくさんの贈り物をもらうというストーリーであった。既に1888年からクリスマスカードなどが輸入され始めたことをきっかけに一般の人にも広まり、この物語発行から数年後頃には年中行事として定着していたという[16]。

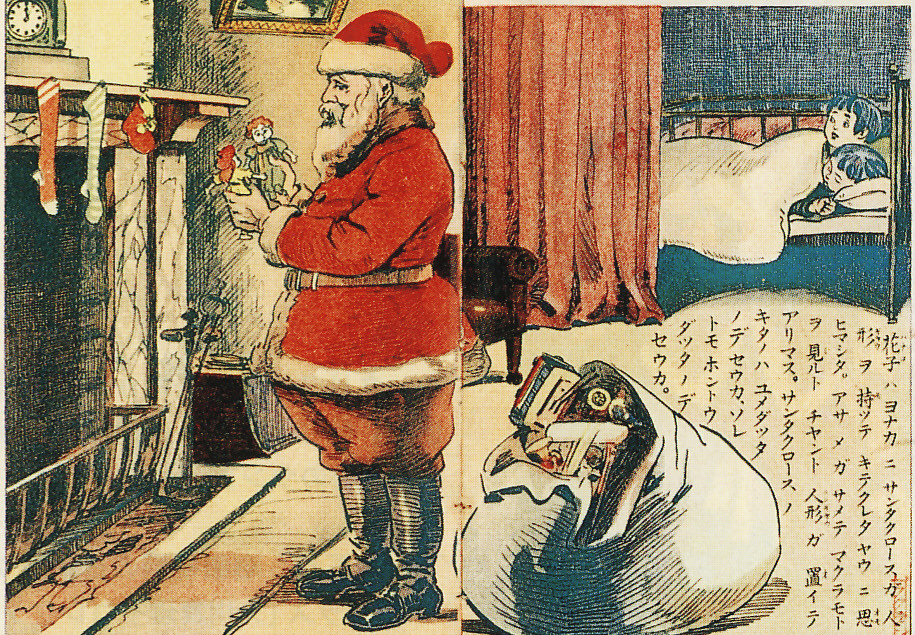
『子供之友』1914年12月号

- 1914年、この頃から日本の子供雑誌『子供之友』を中心に、赤い帽子に赤い服を着て太いベルトを腰に巻いた、現代と同じイメージのサンタクロースが盛んに描かれるようになった。
- 1920年代、トーマス・ナストが描いたイメージのサンタクロースが、著名な画家ノーマン・ロックウェルに受け継がれた。
- 1923年、東京日日新聞は、「Xマス近づく」との見出しの記事において「坊ちゃん嬢ちゃんに歓迎されるクリスマス・プレゼントは、年々盛んになるばかりだ」と報じた。同記事の中で、人気のクリスマスプレゼントの一つとして「サンタクロース人形」が取り上げられた。
- 1926年、大正天皇が12月25日に崩御。休日となる先帝祭が翌1927年より12月25日に移行されて大正天皇祭となった（～1947年）。これが日本でのサンタクロース普及に大きな役割を果たしたとされる[17]
- 1927年、「民族断篇」という著作に、「どんな子供でもサンタクロースが白い羊毛の縁を取った赤い衣を着て、大きな袋を背負ってトナカイの橇に乗ってやってきて、煙突から室内に入ってよい子に玩具や何かをくれてゆくことは知っている」と記載された。
- 1928年、朝日新聞で「サンタクロースは立派に日本の子供のものに」との記事が掲載された[17]。
- 1931年、コカ･コーラ社とアメリカ人画家が「真っ赤な衣装と白いあご髭」のサンタクロースをつくりあげた。 1822年、アメリカの詩人クレメント・Ｃ・ムーアは自身の作品のなかで「サンタクロースは大きな顔で丸い小さなおなか、元気いっぱいで陽気な、小さな妖精の太っちょおじさん」だと表現している。その後100年に渡り、画家たちはこの詩からサンタクロースの姿を着想して思い思いに描いく。その姿の多くは小型の妖精のように描かれていましたが、太っていたり、痩せていたり、青や緑、あるいは白い衣装を着ていたりと、統一されたイメージはなかったのだ。これほど有名なキャラクターであるにもかかわらず、人々が思い描く確固たる共通イメージもないままに1500年以上の時が経っていたのです。1930年代に入り、コカ･コーラ社は、より温かみのある人間的なサンタクロースをつくり出し、それをクリスマス・キャンペーンに起用しようと考えたのだ。そして、その創作を1899年生まれ、シカゴ育ちのスウェーデン系アメリカ人であるハッドン・サンドブロム（Huddon Sundblom）に依頼する。1931年、サンドブロムの描いた「コカ・コーラ」サンタクロースが『サタデー・イブニング・ポスト』の雑誌広告に登場しました。それは、従来のサンタクロースに温かみのある人間的な要素を吹き込み、バラ色の頬、美しく白いあご鬚、キラっと光る瞳、笑い皺のある新しいサンタクロースだったのだ。18

## トナカイ
サンタクロースの乗る空飛ぶソリを引くトナカイは8頭おり、「クリスマスのまえのばん」によれば、それぞれ以下の名前である。
- ダッシャー (Dasher)
- ダンサー (Dancer)
- プランサー (Prancer)
- ヴィクセン (Vixen)
- ダンナー (Donner)
- ブリッツェン (Blitzen)
- キューピッド (Cupid)
- コメット (Comet)

また、「赤鼻のトナカイ」の歌（原題：Rudolph the Red-Nosed Reindeer|Rudolph the Red-Nosed Reindeer ）で有名な9頭目のルドルフ (Rudolph) は、ロバート・L・メイ著の「ルドルフ 赤鼻のトナカイ」(1939年)から8頭の先導役として先頭を走る1頭で足されている。

## NORADによる追跡
1955年にNORAD（北アメリカ航空宇宙防衛司令部）の前身であるCONADに間違い電話がかかってきた。百貨店シアーズ・ローバックが「サンタクロースへのホットライン」を設けたのだが、電話番号が間違っていたためである。機転をきかせた当時の司令官が"レーダーで確認させて"、電話を掛けてきた子供たちにサンタクロースの最新情報を順次伝え、その後、NORADの職員やその家族・友人たちのボランティアによってサンタクロースとトナカイの最新情報が流されている。現在ではインターネットでサンタクロースの現在位置と配ったプレゼントの数をリアルタイムで、サンタクロースのソリが地球上空を飛行するCGアニメーションで配信している。

## 公認試験
グリーンランドに住む長老サンタクロースの補佐をする目的で、グリーンランド国際サンタクロース協会が1957年に設立された。グリーンランド国際サンタクロース協会が認定する公認サンタクロースは現在世界に120人。クリスマスに自宅ですごすことができない子どもたちのため、クリスマスより一足早く福祉施設・小児病棟などを訪問する。
世界中で、子どもたちの人気の的であるサンタクロースだが、驚くほど志願者が少なく、その理由は「報酬ゼロ」であることにある。公認サンタクロースとしての活動の他に、本業での収入源などがないと成り立たない職業である。また、子どもの夢を壊さないための配慮として行動に制限なども多い。例えばサンタクロースの職務中においては、道中でサンタクロースの衣装に着替えることも許されていない。そのため、毎年7月にデンマークのコペンハーゲンで開催される世界サンタクロース会議に参加する際には、自宅からサンタクロースの衣装を着用して、飛行機内でもそのままの服装で現地まで行く必要があるという。
日本では1998年にマンボミュージシャンのパラダイス山元が、グリーンランド国際サンタクロース協会の公認サンタクロースになっている。

### 条件
公認サンタクロース試験を受けるためには、いくつかの条件をクリアする必要がある（現在は、事情によっては一部条件が緩和されている）。
- 結婚していて子供がいること。
- これまでに、サンタクロースとして活動した経験があること。
- サンタクロースにふさわしい体型であること (衣装や装備を含めて体重120kg以上)。
- 女性の公認サンタクロースもいるが、体型面の条件に関しては、女性は満たさなくてもよい。

上記の条件を満たすことができた者のみが、認定試験を受けられる。
- まず、体力測定として、プレゼントの入った袋を持って50メートル走を行った後、はしごで高さ約3メートル登って直径120cmの煙突に入り、暖炉から這い出なければいけない。その後、子どもたちが用意しているクッキー6枚と牛乳を完食して、スタート地点に戻るという制限時間2分の障害物リレーである。[20]
- このレースを突破した候補者は、英語かデンマーク語での面接を行う。
- さらに、身だしなみチェックを経て、公認サンタクロースに認定される。
- 新たに認定を受けた新人サンタクロースは、古株サンタクロースの前で、「ホゥホゥホゥ」というサンタクロース言葉で宣誓文を読み上げなければならない(古株サンタクロースがOKを出すまで続けなければならない)。

## 関連作品

### 文学
- 『クリスマスのまえのばん』（クレメント・クラーク・ムーア）
- 『サンタクロースの冒険』（ライマン・フランク・ボーム）
- 『さむがりやのサンタ』『サンタのたのしいなつやすみ』（レイモンド・ブリッグズ）

### 映画
- 『Christmas Past』（1910年、アメリカ）サイレント映画
- 『THE ADVENTURE OF THE WRONG SANTA CLAUS』（1914年、アメリカ）
- 『路上の霊魂』（1921年、日本）日本映画初登場のサンタクロース
- 『三十四丁目の奇蹟』（1947年、アメリカ）
- 『サンタクロース』（1985年、イギリス・アメリカ）
- 『サンタクローズ』（1994年、アメリカ）監督ジョン・パスキン、主演ティム・アレン
- 『34丁目の奇跡』（1994年、アメリカ）監督レス・メイフィールド、主演リチャード・アッテンボロー
- 『サンタクロース・リターンズ! クリスマス危機一髪』（2002年、アメリカ）監督マイケル・レンベック、主演ティム・アレン
- 『ポーラー・エクスプレス』（2004年、アメリカ）監督・脚本・製作：ロバート・ゼメキス
- 『サンタクローズ3/クリスマス大決戦!』（2006年、アメリカ）監督マイケル・レンベック、主演ティム・アレン
- 『サンタクロースになった少年』（2007年、フィンランド）監督ヨハ・ウリオキ、主演ハヌ・ペッカ・ビョルクマン
- 『クリスマス・クロニクル』（2018年、アメリカ）監督クレイ・ケイティス、主演カート・ラッセル
- 『クロース』（2019年、スペイン）監督セルジオ・パブロス、主演ジェイソン・シュワルツマン
- 『クリスマス・クロニクル PART2』（2020年、アメリカ）監督クリス・コロンバス、主演カート・ラッセル
- 『クリスマス・ウォーズ』（2020年、アメリカ）監督エショム・ネルムスとイアン・ネルムス、主演メル・ギブソン
- 『バイオレント・ナイト』(2022年、アメリカ) 監督トミー・ウィルコラ、主演デヴィッド・ハーバー
- 『レッド・ワン』(2024年、アメリカ) 監督ジェイク・カスダン、主演ドウェイン・ジョンソン

### ドラマ
- 『The Night of the Meek（弱き者達の聖夜）』(1960年、アメリカ)トワイライト・ゾーン (1959年)の1エピソード、脚本ロッド・サーリング
- 『The Night of the Meek（クリスマスプレゼント）』(1985年、アメリカ)上記作品のリメイク

### 漫画
- 「わしはサンタじゃ!!」（光原伸『アウターゾーン』の1エピソード）
- 「サンタクロース アカデミー」（河内美雪『借金王キャッシュ』第2巻に同時収録。）
- 『ブラックナイトパレード』（中村光）
- 『SANDA』（板垣巴留）

### アニメ
- 『森のトントたち』（1984年-1985年、瑞鷹エンタープライズ）

## 関連項目

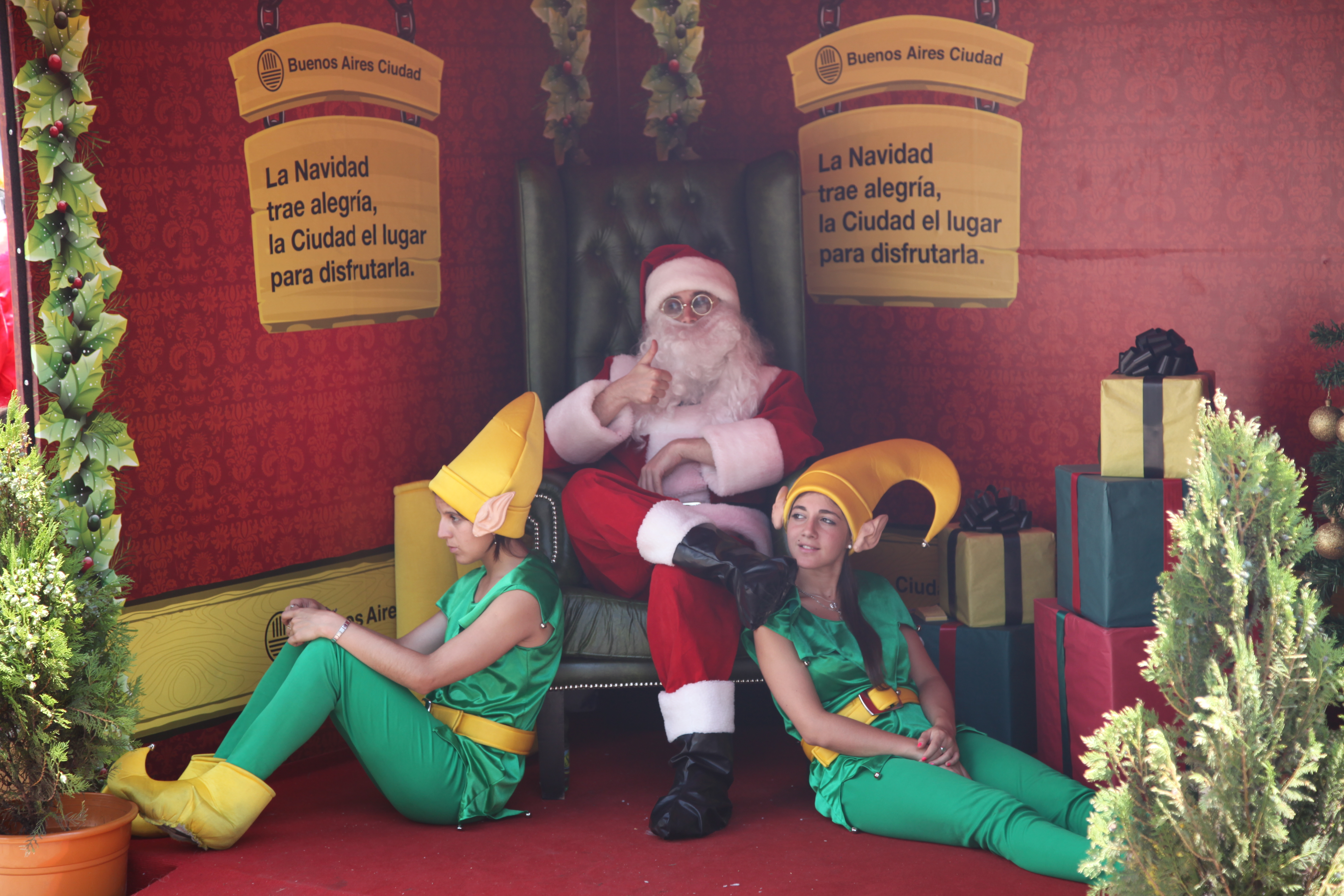
エルフとサンタ